# Nico Leonard
Nico Leonard Van Der Horst, mais conhecido como Nico Leonard (Amsterdão, 21 de agosto de 1987), é um Youtuber e empresário holandês creditado com um gênero de vídeos do YouTube centrado em relógios de luxo, sendo o maior canal do YouTube relacionado a relógios. Entre outras empresas, Leonard fundou e possui a boutique de relógios de luxo Pride and Pinion, com sede em Belfast.  

## Início
Van Der Horst nasceu a 21 de agosto de 1987 nos Países Baixos. Ele foi criado por uma família de classe média. Ele se mudou para a Irlanda do Norte em 2013 para começar a trabalhar em uma empresa de relógios. Leonard fundou a Pride and Pinion em 2019 e é o diretor desde então. Leonard também fundou e dirige a empresa de roupas GodTier, The Vault Competitions e The Watch Repair Center.

## Vida Pessoal
Leonard vive em união de facto e foi pai em 2022.